# Galeodes macmahoni
Galeodes macmahoni är en spindeldjursart som beskrevs av Pocock 1900. Galeodes macmahoni ingår i släktet Galeodes och familjen Galeodidae. Inga underarter finns listade i Catalogue of Life.